# Northumberland (Pennsylvania)
Northumberland is een plaats (borough) in de Amerikaanse staat Pennsylvania, en valt bestuurlijk gezien onder Northumberland County.

## Demografie
Bij de volkstelling in 2000 werd het aantal inwoners vastgesteld op 3714.
In 2006 is het aantal inwoners door het United States Census Bureau geschat op 3541, een daling van 173 (-4,7%).

## Geografie
Volgens het United States Census Bureau beslaat de plaats een oppervlakte van
4,1 km², geheel bestaande uit land. Northumberland ligt op ongeveer 139 m boven zeeniveau.

## Geboren
- Daniel McFarlan Moore (27 februari 1869), uitvinder

## Plaatsen in de nabije omgeving
De onderstaande figuur toont nabijgelegen plaatsen in een straal van 12 km rond Northumberland.